# Michael J. Belton
Michael JS Belton (29 de septiembre de 1934 - 4 de junio de 2018) fue presidente de Belton Space Exploration Initiatives y astrónomo emérito del Observatorio Nacional Kitt Peak en Arizona. Belton se desempeñó como presidente de la Planetary Science Decadal Survey de 2002 que guio los planes de la NASA y otras agencias gubernamentales de los EE. UU. para la exploración del sistema solar. Belton estudió primero en la Universidad de St. Andrews en Escocia y obtuvo su doctorado en la Universidad de California en Berkeley por su tesis doctoral sobre La interacción de las colas de los cometas tipo II con el medio interplanetario.

## Biografía
Nacido en Bognor Regis, Inglaterra. Lideró el equipo de ciencia de imágenes de Galileo en estudios de imágenes de alta resolución de Venus, Júpiter, las lunas de Júpiter Ío, Europa, Ganímedes y Calisto, la luna de la Tierra, así como los asteroides Ida, Gaspra y Dáctilo. El equipo también estudió la colisión del cometa Shoemaker-Levy 9 con Júpiter.

## Honores
- Premio Gerard P. Kuiper en Ciencias Planetarias, 1995[4]
- El planeta menor 3498 Belton recibió su nombre en su honor.
- La formación plutoniana Belton Regio recibió su nombre en su honor.